# MAN NM 223
MAN NM 223 (A35) – najmniejszy pojazd III generacji autobusów MAN, mniejszy odpowiednik autobusów NL xx3. Początkowo budowany był przez firmę Göppel przy wykorzystaniu podwozi MAN.

## MAN NM 223.1
Pierwsza wersja modelu MAN NM 223 oferowana była w długościach od 8,1 do 9,5 m.
Usytuowanie silnika w pozycji leżącej na zwisie tylnym wymuszało obecność stopnia w przejściu za środkowymi drzwiami.
W mniejszych miastach spotykane są używane NM223, z nadwoziem Göppel (np. w MKS w Skarżysku-Kamiennej).

## MAN NM 223.2
MAN NM 223.2 – druga odmiana autobusu NM 223. Wersja ta pozwalała już, w przeciwieństwie do pierwszej, na bezstopniowy przebieg podłogi wzdłuż autobusu i zastosowanie kół o większej średnicy. Druga wersja oferowana była w długościach od 8,5 do 10,5 m (typowy zakres dla autobusów MIDI). Standardowa długość wynosiła natomiast 9,6 m.

## MAN NM 223.3
MAN NM 223.3 – trzecia odmiana autobusu NM 223. Zaprezentowana w 2000 roku, umożliwia dzięki modułowej budowie pudła, szeroki wachlarz długości pojazdu.
Zastosowanie wieżowej zabudowy silnika pozwoliło nawet umieścić na tylnym zwisie trzecie drzwi, z niską podłogą.
Dzięki zastosowaniu pojedynczych opon "supersingle" uzyskano szerokie przejście w tylnej części wnętrza.
Autobusy tego typu są obecnie eksploatowane tylko w czterech polskich przedsiębiorstwach: MPK Poznań (nr 1401), MZA Warszawa (nr 1301-1315), KM Głogów oraz P.A. Gryf. Autobusy do Warszawy zakupiono w roku 2002

### MZA Warszawa
Przetarg na dostawę partii taboru dla MZA Warszawa w 2002 roku wygrała firma MAN oferująca właśnie model NM 223.3. Autobusy dla Warszawy wyposażono w automatyczną skrzynię biegów, siedzenia z miękką wkładką, żółte poręcze, pneumatyczne zawieszenie ze sterowaniem elektronicznym, elektroniczne tablice kierunkowe z informacją pasażerską. Autobusy posiadają środkowe i tylne drzwi odskokowe.
Pierwszy taki midibus dotarł do Warszawy 12 grudnia 2002 roku. Eksploatację tego modelu w Warszawie zakończono w październiku 2017 roku.

#### Dane techniczne pojazdów MZA Warszawa
| parametry                | parametry                | wartość         |
| ------------------------ | ------------------------ | --------------- |
| długość pojazdu          | długość pojazdu          | 9665 mm         |
| szerokość pojazdu        | szerokość pojazdu        | 2350 mm         |
| wysokość pojazdu         | wysokość pojazdu         | 2879 mm         |
| rozstaw osi pojazdu      | rozstaw osi pojazdu      | 4410 mm         |
| liczba miejsc ogółem     | liczba miejsc ogółem     | 80              |
| liczba miejsc siedzących | liczba miejsc siedzących | 14              |
| liczba drzwi             | liczba drzwi             | 3               |
| wysokość podłogi         | 1. drzwi                 | 320             |
| wysokość podłogi         | 2. drzwi                 | 320             |
| wysokość podłogi         | 3. drzwi                 | 340             |
| skrzynia biegów          | skrzynia biegów          | Voith D851.3-A  |
| silnik                   | typ                      | MAN D0836 LOH07 |
| silnik                   | pojemność                | 6,87 cm³        |
| silnik                   | moc                      | 220 KM          |

### MPK Poznań
Egzemplarz autobus MAN NM 223.3, eksploatowany przez MPK Poznań, różni się pod wieloma względami od pozostałej część taboru przewoźnika poprzez nietypową długość (9,665 m) mimo zastosowaniu trzech par drzwi, z których pierwsza para otwiera się do środka, a dwie pozostałe - odskokowo na zewnątrz, pozostawiając więcej miejsca dla pasażerów. Zastosowanie wieżowej zabudowy silnika oraz tylnego mostu portalowego umożliwiło zastosowanie w 100% niskiej podłogi (na całej długości pojazdu).
Podobnie jak w pozostałych autobusach NM 223.3, tak i w poznańskich zamiast podwójnych kół na tylnej osi, zastosowano koła pojedyncze supersingle, które zmniejszyły rozmiar nadkoli i poszerzyły przejście w części pasażerskiej nadwozia.

#### Dane techniczne pojazdów MPK Poznań
| parametry                | wartość                               |
| ------------------------ | ------------------------------------- |
| długość pojazdu          | 9665 mm                               |
| szerokość pojazdu        | 2350 mm                               |
| wysokość pojazdu         | 2880 mm                               |
| masa własna              | 9600 kg                               |
| ilość osi                | 2                                     |
| układ drzwi              | 2-2-2                                 |
| liczba drzwi             | 3                                     |
| liczba miejsc siedzących | 15+1                                  |
| liczba miejsc stojących  | 63                                    |
| wysokość podłogi         | 320 ÷ 340 (mierzona w świetle drzwi)  |
| silnik                   | MAN D0836 LOH03 o pojemności 6871 cm³ |
| norma spalin             | Euro-3                                |
| układ silnika            | rzędowy stojący, 6 cylindrów          |
| moc silnika              | 220 KM (162 kW)                       |
| skrzynia biegów          | automatyczna, Voith DIWA 851.3        |
| zużycie paliwa           | 35,0 ÷ 39,2 l/100km                   |